# خطاب لاند

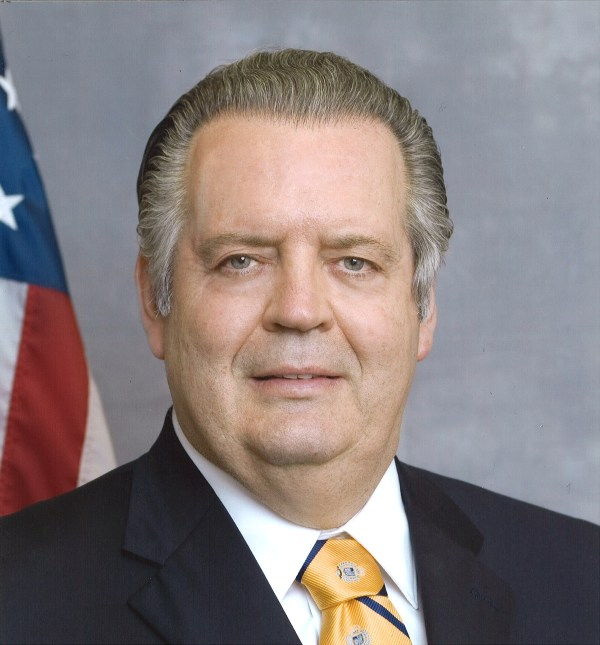
ريتشارد لاند

خطاب لاند هو خطاب أُرسل إلى الرئيس الأمريكي جورج دبليو بوش من قِبل خمسة قادة مسيحيين إنجيليين في 3 أكتوبر 2002، يعلنون فيه دعمه "للحرب العادلة" الاستباقية وغزو العراق. يشير الخطاب إلى "نظرية الحرب العادلة التي وُضِعَت من قبل اللاهوتيين المسيحيين في أواخر القرن  الرابع وأوائل القرن الخامس الميلادي." كتب الخطاب ريتشارد لاند، رئيس لجنة الأخلاق والحريات الدينية، وشارك في التوقيع عليه:
- تشارلز كولسون، مؤسس منطمة برزون فلوشيب.
- بيل برايت، رئيس منظمة كرو.
- جيمس كينيدي.
- كارل دي هيربستير، رئيس الرابطة الأمريكية للمدارس المسيحية

أكدت الرسالة أن غزو  العراق يحقق معايير نظرية الحرب العادلة وذكرت عدة أسباب أو تبريرات، وهي:
- أن العمل دفاعي
- أن النية ليست تدمير أو استغلال العراق
- أن صدام حسين هاجم جيرانه، وسعي إلى تطوير أسلحة كيميائية وأسلحة دمار شامل، واستخدامها ضد شعبه، وقام بإيواء تنظيم القاعدة.
- أن الولايات المتحدة الأمريكية لها سلطة شرعية للقيام بذلك
- أن الأهداف محدودة
- أن النجاج متوقع
- حماية المدنيين
- أنها تلبي معايير التناسب، وأن الخسائر البشرية على كلا الجانبين سيكون لها ما يبرره من خلال النتائج المنشودة.

## وصلات خارجية
- نص خطاب لاند (بالإنجليزية)